# Club El Porvenir
Club El Porvenir is een Argentijnse voetbalclub uit Gerli in de provincie Buenos Aires.
De club werd in 1915 opgericht met voornaamste bezigheid Grieks-Romeins worstelen. In 1918 kwam er ook een voetbalafdeling. Amper een jaar later promoveerde de club al naar de tweede divisie. Op 12 oktober 1920 speelde de club zijn eerste internationale wedstrijd, tegen Club Nacional de Football uit Uruguay. In 1921 speelde de club voor het eerst in de hoogste klasse. In 1925 werd de club derde, maar hierna trok de club zich terug uit de competitie en keerde pas terug in 1928. Nu speelde de club tot 1934 in de hoogste amateurcompetitie. Na dit seizoen werd deze afgeschaft en gingen de clubs naar de tweede klasse onder de profcompetitie, die in 1931 al ingevoerd werd.